# Johannes Krüger
Johannes Krüger (født 1941) er en dansk professor i geografi, som bl.a. i Island har forsket i gletsjere og landskaber, og deres samspil med klima og klimaforandringer.
De senere år har Krüger gjort sig bemærket med et par kontroversielle klimaskeptiske bøger, hvor han afviser den meget udbredte bekymring for menneskeskabte klimaforandringer og stiller spørgsmålstegn ved behovet for grøn omstilling.

## Karriere
Krüger blev i 1969 cand.scient. i geografi og har lige siden været ansat ved Københavns Universitet, først som adjunkt, dernæst i årene 1974-2002 som lektor, og siden 2002 som professor. Hans videnskabelige arbejde har haft fokus på glacialgeologi og landskabsformer i Danmark, og her især Sjælland, men han har også gennemført omfattende undersøgelser af grønlandske og islandske gletsjere, især Myrdalsjökull, som også er emnet for hans doktorafhandling fra 1994.
Ved siden af sit videnskabelige arbejde har Krüger været aktiv i studienævn ved Geografisk Institut og Det naturvidenskabelige Fakultet ved Københavns Universitet. Han har desuden været medlem eller leder af flere skandinaviske og internationale videnskabelige udvalg og er reviewer på en række videnskabelige tidsskrifter, bl.a. Boreas, Earth Surface Processes and Landforms, Journal of Glaciology, Paleo-3, Quaternary Science Reviews, Sedimentary Geology, Sedimentology og The Holocene.
Foruden en omfattende liste af videnskabelige artikler har Krüger udgivet en hel del populærvidenskabelige artikler.
Krüger blev i 1996 tildelt Hans Egede Medaljen af Det Kongelige Danske Geografiske Selskab.